# Alain Valtat
Alain Valtat es un fotógrafo, pintor y escultor contemporáneo francés, nacido en 1943 en París. 

## Datos biográficos
Como fotógrafo de prensa, participó en un reportaje en Checoslovaquia, que cubrió la Primavera de Praga. Arrestado e interrogado por los servicios de inteligencia soviéticos, fue liberado gracias a la intervención del gobierno francés. 
Continuó dedicado a la fotografía periodística dedicada a los conflictos hasta 1974.
Comenzó a continuación una carrera como pintor, grabador y escultor. En grabado utiliza la técnica de la serigrafía. Su taller está incluido en la lista de los 10 mejores de Francia colegida por el gabinete de estampas de la Biblioteca Nacional de Francia. Muchas de sus esculturas están presentes en colecciones, tanto privadas como públicas en Francia y en el extranjero.
Para defender la Maison des Artistes (integrada por más de 15000 artistas) atacada por todas partes, Valtat fundó junto con sus colegas en 2008, el sindicato "Solidarité Maison des Artistes" y fue nombrado secretario general (http://www.solidaritemda.com). Tras instalarse fuera de Francia en 2010, dejó su cargo de secretario.
En el año 2010, fue nombrado Secretario General de honor del sindicato "Solidarité Maison des Artistes".